# Che Bunce
Pour les articles homonymes, voir Bunce.
Che Bunce, né le 29 août 1975 à Auckland, est un footballeur international néo-zélandais évoluant au poste de défenseur.

## Carrière

### En club
- 1992-1994 :  Sheffield United
- 1994-1995 :  Napier City Rovers
- 1996-1997 :  Melville United
- 1997 :  Crewe Alexandra
- 1997-1999 :  Breiðablik UBK
- 1999-2002 :  Football Kingz
- 2001 :  Breiðablik UBK (prêt)
- 2003 :  Drogheda United
- 2003-2004 :  Randers FC
- 2004-2006 :  Waikato FC
- 2006-2007 :  New Zealand Knights
- 2007 :  Coventry City
- 2007 :  Navua FC
- 2008 :  Waikato FC
- 2008 :  Melville United
- 2008-2009 :  Hawke's Bay United
- Depuis 2009 :  Waikato FC

### En équipe nationale
- 29 sélections (2 buts) avec l'équipe de Nouvelle-Zélande de football.
- Il a disputé la Coupe des confédérations 1999 avec l'équipe de Nouvelle-Zélande de football.